# Sint-Jobkerk (Bolderberg)

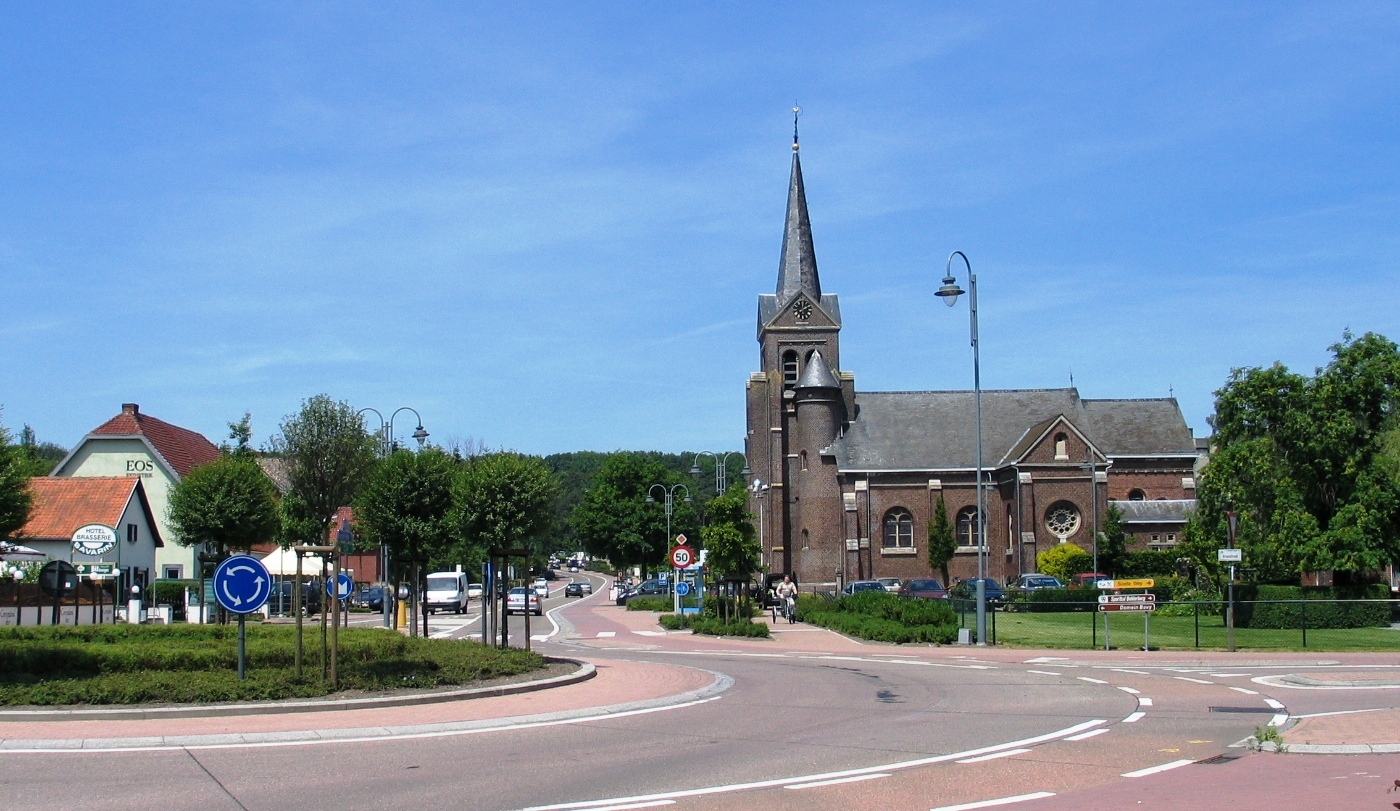
Zicht op Bolderberg met de Sint-Jobkerk

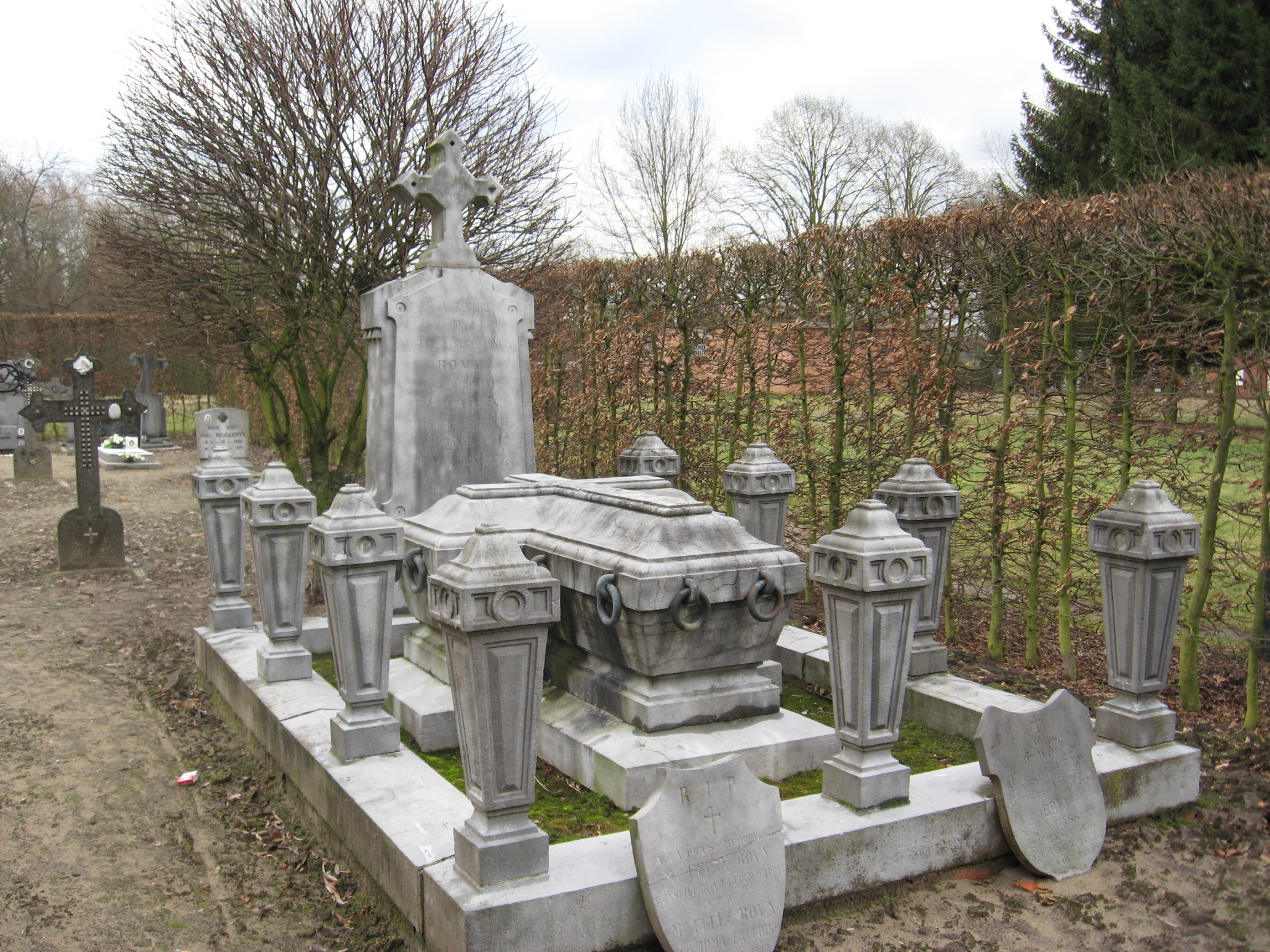
Graf van Joseph Bovy op het kerkhof van Bolderberg

De Sint-Jobkerk is de parochiekerk van Bolderberg in de Belgische provincie Limburg. De kerk is gelegen aan de Sint-Jobstraat 70.
Het betreft een neoromaanse kruiskerk die gebouwd is van 1873-1876 en ontworpen werd door Léon Jaminé. De kerk verving een kapel die reeds in 1503 werd vermeld. Het is een eenbeukige kerk met vierkante westtoren, gebouwd in baksteen en arduin.

## Kerkmeubilair
Het kerkmeubilair omvat een eikenhouten preekstoel uit 1660, en tal van 19e-eeuwse meubelen. Er is een Sint-Jobsbeeld uit de 17e eeuw, een processiemadonna uit de eerste helft van de 19e eeuw, een beeldengroep: Sint-Anna leert Maria, uit de eerste helft van de 16e eeuw, uit gepolychromeerd eikenhout; een 17e-eeuws schilderij stelt de bespotting van Sint-Job voor. Dan is er een gepolychromeerd houten gotisch triomfkruis uit de 16e eeuw. Er zijn koperen kandelaars uit de 17e en 18e eeuw, een messing lavabo van eind 18e eeuw.

## Begraafplaats
Op de begraafplaats, die zich aan de oostzijde van de kerk bevindt, is het graf van Joseph Bovy te vinden.